# Clairavaux
 Clairavaux  es una comuna (municipio) de Francia, en la región de Lemosín, departamento de Creuse, en el distrito de Aubusson, en el cantón.de La Courtine.
Su población en el censo de 1999 era de 152 habitantes. 
Está integrada en la Communauté de communes des Sources de la Creuse.